# Lafauche
Lafauche é uma comuna francesa na região administrativa de Grande Leste, no departamento de Haute-Marne. Estende-se por uma área de 5,16 km². Em 2010 a comuna tinha 81 habitantes (densidade: 15,7 hab./km²).